# Oxsjön (Torps socken, Medelpad)
Oxsjön är en sjö i Ånge kommun i Medelpad och ingår i Delångersåns huvudavrinningsområde. Sjön har en area på 1,21 kvadratkilometer och ligger 382,1 meter över havet. Oxsjön ligger i Spångmyran-Röjtjärnsmyran Natura 2000-område. Sjön avvattnas av vattendraget Oxsjöån.

## Delavrinningsområde
Oxsjön ingår i det delavrinningsområde (691654-151491) som SMHI kallar för Utloppet av Oxsjön. Medelhöjden är 413 meter över havet och ytan är 7,45 kvadratkilometer. Det finns ett avrinningsområde uppströms, och räknas det in blir den ackumulerade arean 9,43 kvadratkilometer. Oxsjöån som avvattnar avrinningsområdet har biflödesordning 2, vilket innebär att vattnet flödar genom totalt 2 vattendrag innan det når havet efter 144 kilometer. Avrinningsområdet består mestadels av skog (65 procent). Avrinningsområdet har 1,2 kvadratkilometer vattenytor vilket ger det en sjöprocent på 16,2 procent.